# Monachus tropicalis
Espèce
Statut de conservation UICN

 EX  : Éteint
Statut CITES
Le Phoque tropical ou phoque moine des Caraïbes (Monachus tropicalis) est un phoque moine (genre Monachus) disparu depuis 1950.
Cette espèce a été classée sur sa liste rouge des espèces éteintes, en 1994, par l'UICN (Union internationale pour la conservation de la nature). La NOAA (National Oceanic and Atmospheric Administration) l'a classée comme disparue en 2008, après cinq années de recherches infructueuses.

## Description

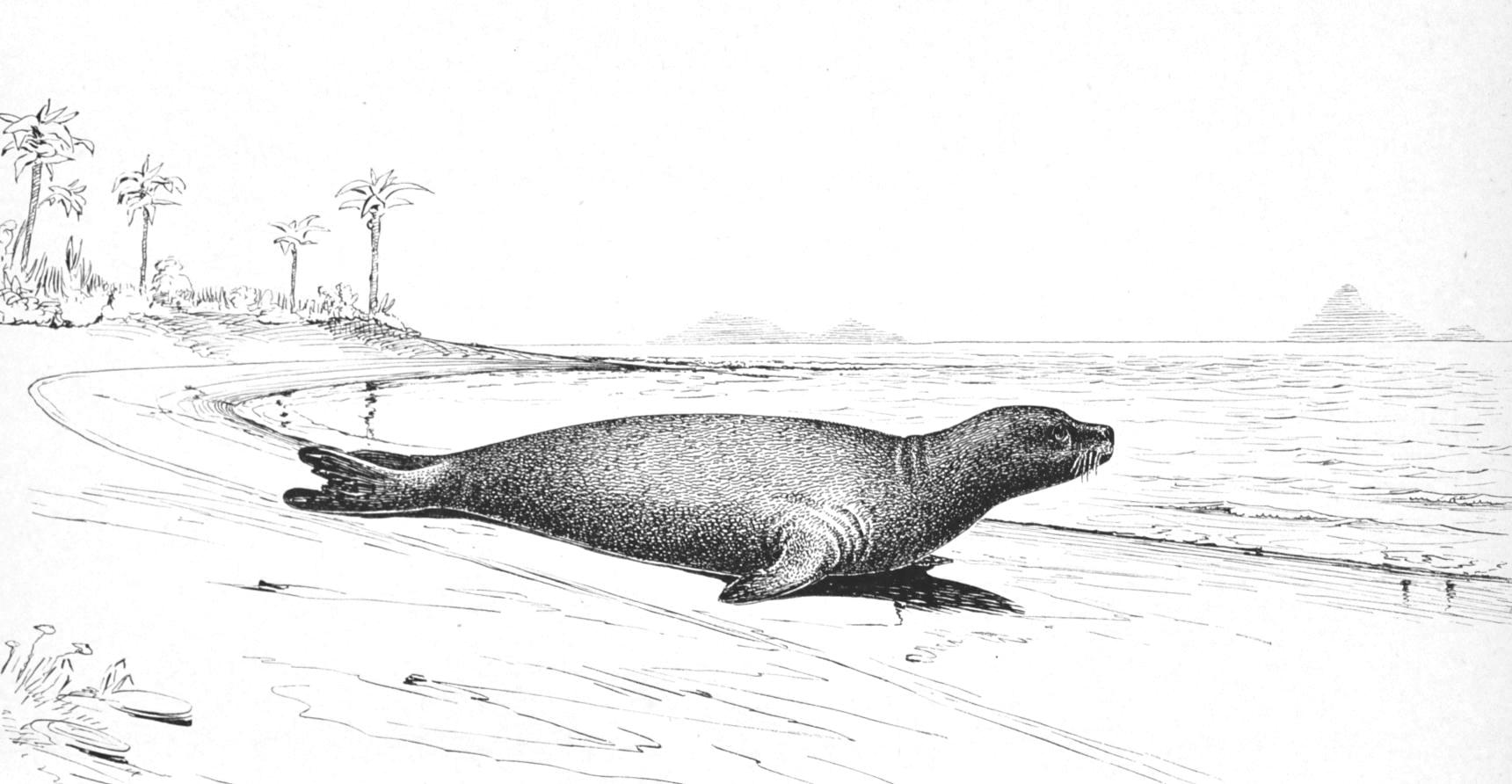
Dessin d'un Phoque Moine des Caraïbes.

Les Phoques Moines des Caraïbes avaient un corps relativement grand, long et robuste.
Ils pouvaient atteindre près de 2,4 mètres de longueur et peser de 170 à 270 kg. Les mâles étaient plus grands et plus gros que les femelles (les mâles pesaient environ 200 kg et les femelles de 70 à 140 kg),. 
Ces phoques étaient dotés d'une tête courte et arrondie et d'un museau large. Ils avaient un pelage brun, légèrement givré de gris, passant au jaune pâle sur l'estomac jaunâtre. Le poil de la fourrure était assez court. 
Ils avaient des rouleaux de graisse en forme de capuchon qui entouraient leur cou. Les clous sur les chiffres antérieurs étaient bien développés et les clous sur les chiffres postérieurs étaient simples. Leurs semelles et leurs paumes étaient nues. Les femelles avaient eu 4 glandes mammaires au lieu de 2. 
Ils avaient des yeux relativement grands et espacés, des narines s'ouvrant vers le haut et des coussinets de moustaches assez grands avec de longues moustaches claires et lisses. Par rapport au corps, les pattes antérieures de l'animal étaient relativement courtes avec de petites griffes et les nageoires postérieures étaient minces.
Les nourrissons naissaient avec un pelage noir.

## Comportement et écologie
Selon les données historiques, cette espèce s'est peut-être "déplacée" sur des aires de repos sur terres par grands groupes d'individus (de 20 à 40 animaux) allant jusqu'à 100 individus dans toute son aire de répartition.
Les phoques moines des Caraïbes étaient lents sur terre, ils n'avaient pas peur des humains, ils étaient curieux et non agressifs envers les humains, ce qui avantageait les chasseurs.

### Reproduction et longévité

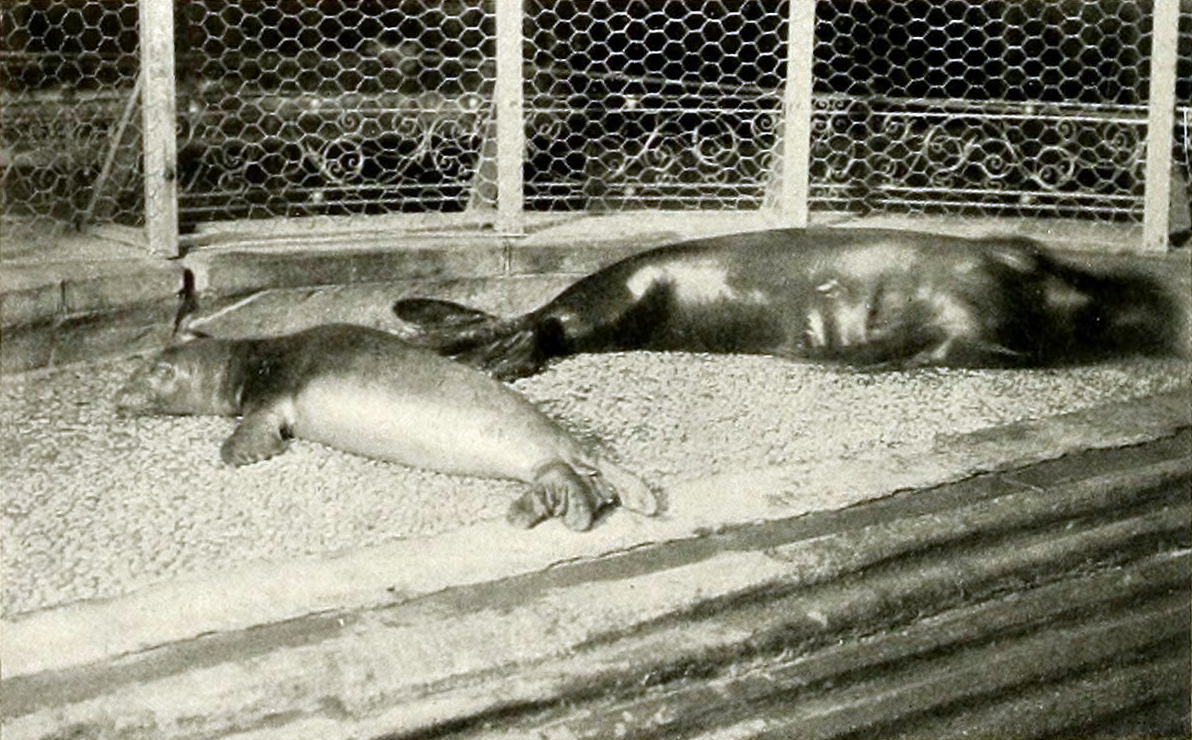
Deux phoques moines des Caraïbes dans l'aquarium de New York en 1910.

Les Phoques Moines des Caraïbes ont eu une longue saison de mise bas, ce qui est typique des pinnipèdes vivant dans des habitats subtropicaux et tropicaux. Au Mexique, la saison de reproduction a culminé début décembre. Comme les deux autres espèces de phoque moine, cette espèce avait 4 glandes mammaires pour allaiter ses petits. Les nouveau-nés mesuraient probablement environ 1 mètre de long et pesaient 16 à 18 kg et auraient un pelage noir à la naissance. On pense que la durée de vie moyenne de cet animal était d'environ vingt ans.

## Habitat
Les phoques moines des Caraïbes vivaient dans les eaux tempérées chaudes, subtropicales et tropicales des Caraïbes, du Golfe du Mexique et de l'Océan Atlantique Occidental.
Ils préféraient probablement se diriger vers des sites (plages de sable basses au-dessus de la marée haute), sur des atolls et des îles isolés. 
Cependant, ils visitaient parfois les côtes continentales et les eaux plus profonde au large. Cette espèce se nourrissait peut-être dans des lagunes et des récifs peu profonds.

## Relation avec l'Homme

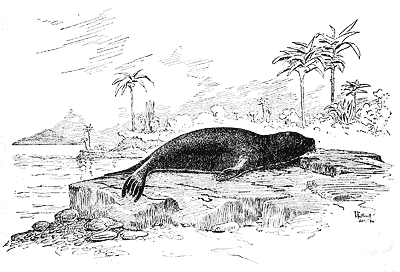
Représentation par Henry W. Elliott de 1884.

Le phoque tropical est probablement connus des Kalinago (ou Caraïbes) depuis des siècles.
La première fois que l'espèce a été mentionnée par des européens remonte au récit du deuxième voyage de Christophe Colomb. En août 1494, un Navire jeta l'ancre au large de l'île d'Alta Velo, au Sud d'Hispaniola. Un groupe d'hommes descendu du navire tua huit phoques qui reposaient sur la plage.
La deuxième interaction de l'espèce avec les occidentaux remonte à la découverte des îles Dry Tortugas par Juan Ponce de León le 21 juin 1513. Le jour même, Ponce de León ordonna à un groupe de chasseurs de descendre sur terre ; ces chasseurs ont tué quatorze phoques. 
Il existe plusieurs mentions au cours la période coloniale de phoques découverts et chassés en Guadeloupe, dans les îles Alacrane, aux Bahamas, aux Pedro Cays et à Cuba,.
Dès 1688, les propriétaires des plantations de canne à sucre ont envoyé des hommes pour tuer des centaines de phoques par nuit afin d'en obtenir de l'huile pour lubrifier la machinerie des plantations.
Un compte de 1707 décrit des pêcheurs abattant des phoques par centaines pour que l'huile alimente leurs lampes,. En 1850, tellement de spécimens avaient été tués qu'il n'y avait plus suffisamment de poissons pour les chasser.
Entre la fin du XIXe siècle et le début du XXe siècle, des expéditions scientifiques dans les Caraïbes ont rencontré des individus de l'espèce. 
En décembre 1886 a eu lieu la première expédition scientifique cherchant des phoques moines des Caraïbes, cette expédition était dirigée par H.A. Ward et le professeur F. Ferrari Perez dans le cadre du Mexican Geographical and Exploring Survey. Ils se sont aventurés dans une petite collection de récifs et une petite caye connue sous le nom de triangles (20,95° N 92,23° O) à la recherche du phoque moine des Caraïbes. Bien que l'expédition de recherche n'ait eu lieu dans le secteur que durant 4 jours, 42 spécimens furent tués et emmenés. Les deux chefs de l'expédition se sont partagé les spécimens tués. Ils ont également capturé un nouveau-né qui est mort en captivité une semaine plus tard.
Le premier spécimen ayant vécu pendant une période prolongée en captivité était une femelle qui vivait à l'Aquarium de New York. Ce spécimen a été capturé en 1897 et est mort en 1903. En 1909, l'Aquarium de New York acquiert quatre phoques moines des Caraïbes dont trois étaient âgés d'entre 1 et 2 ans, et l'autre était un mâle mature.

### Extinction
Durant la première moitié du XXe siècle, les observations des phoques moines des Caraïbes sont devenues rares. En 1908, un petit groupe de phoques a été aperçu sur les îles Tortugas, alors qu'autrefois la présence de phoques dans ces îles était plus importante.
En 1915, des pêcheurs ont capturé 6 individus, qui ont été envoyés à Pensacola, en Floride, et finalement relâchés. En Mars 1922, un spécimen a été tué près de Key West, en Floride. Il y a eu des observations de quelques individus sur les côtes du Texas en 1926 et en 1932.
Le dernier spécimen tué par des humains l'a été dans les Pedro Cays en 1939. En Novembre 1949, deux individus ont été aperçus à Drunken Mans Cay (au sud de Kingston), en Jamaïque. 
La dernière apparition confirmé d'un phoque moine des Caraïbes remonte en 1952. Il avait été aperçu au Banc de Serranilla, entre la Jamaïque et le Nicaragua. 
L'extinction du phoque moine des Caraïbes a été causée par deux facteurs principaux. Le facteur le plus visible causant la disparition de l'espèce était la chasse incessante des phoques au XVIIIe siècle et XIXe siècle pour obtenir l'huile contenue dans leur graisse. Les chasseurs abattaient les phoques par centaines à cause des demandes des produits dérivés du Phoque Moine des Caraïbes. Leur nature non agressive envers les humains rendait très facile pour quiconque de les tuer.
Le deuxième facteur était la surpêche des récifs et du poisson. Sans poissons ni mollusques pour se nourrir, les phoques n'ayant pas été tués par les humains mouraient de faim ou ne se reproduisaient plus en raison du peu de nourriture disponible pour nourrir les nouveau-nés. 
Il y a eu peu de tentatives pour sauver l'espèce. Lorsqu'il avait été placé sur la liste des espèces menacées d'extinction en 1967, il était probablement déjà éteint. 
Des observations non confirmées de phoques moines des Caraïbes par des pêcheurs et des plongeurs locaux sont relativement courantes en Haïti et en Jamaïque, mais deux expéditions scientifiques récentes n'ont trouvé aucun signe de cet animal. Il est possible que le mammifère existe toujours, mais certains biologistes croient fermement que les observations sont des phoques à capuchon errants, qui ont été identifiés positivement sur des archipels tels que Porto Rico et les îles Vierges.